# Алгабас (Курчумский район)
Алгабас (каз. Алғабас, до 1992 г. — Зелёное) — аул в Куршимском районе Восточно-Казахстанской области Казахстана. Входит в состав Курчумского сельского округа. Код КАТО — 635230200.

## Население
В 1999 году население аула составляло 863 человека (438 мужчин и 425 женщин). По данным переписи 2009 года, в ауле проживало 809 человек (422 мужчины и 387 женщин).